# Spirou à Moscou

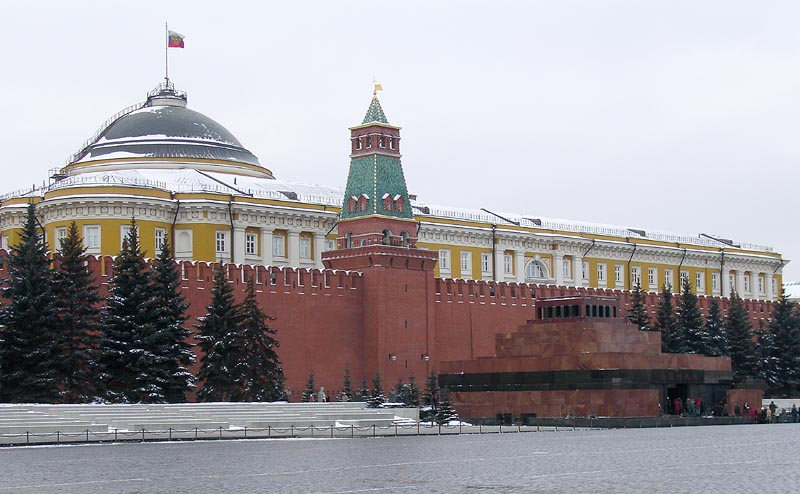
Le Mausolée de Lénine.

Spirou à Moscou est la cent-unième histoire de la série Spirou et Fantasio de Tome et Janry. Elle est publiée pour la première fois dans Spirou du no 2736 au no 2747.

## Personnages
- Spirou
- Fantasio
- Spip
- Zantafio
- Colonel Lafidmèrev (première apparition)
- Nikita Vlalarlev (première apparition)

## Résumé
Alors que Spirou, Fantasio et Spip s'apprêtent à quitter Paris pour des vacances lointaines sous les tropiques, ils sont enlevés par la DST pour être remis au KGB qui a besoin d'eux, en échange de la libération de deux prisonniers. Le KGB lutte contre un mystérieux « prince blanc » de la mafia russe qui sème la terreur à Moscou. Cet homme, Tanaziof, est selon leurs renseignements un ancien ennemi des deux héros. Le KGB ne libérera le second prisonnier qu'après la résolution de l'affaire.
Arrivés malgré leur volonté à Moscou, Spirou et Fantasio sont remis au colonel Lafidmèrev, qui les emmène à la Loubianka. Durant le trajet en automobile, ils sont pris pour cible par Nikita Vlalarlev, qui les rate par miracle. Les deux amis se rendent à l'ambassade de France et volent des vêtements adaptés au froid russe (ils étaient habillés en chemises courtes et shorts). Incognito, ils découvrent le sinistre Tanaziof : il s'agit de Zantafio, leur malfaisant cousin. Ce dernier rackette les participants du banquet et leur annonce son plan : enlever la momie de Lénine placée dans le mausolée dans lequel repose le cadavre afin de renverser le régime soviétique.
Se rendant compte que les deux héros ont échappé à l'assassinat, Nikita Vlalarlev leur tend un piège en leur proposant un faux rendez-vous à la piscine Moskva et en déboulonnant le grand marteau du monument en son centre. Voyant un baigneur ayant pris la chapska de Fantasio assommé et la toque rouge de Spirou flottant sur l'eau, Nikita Vlalarlev croit les avoir tués. Mais les deux héros se sont cachés derrière le marteau et le suivent discrètement au palais d'hiver, musée de l'ancienne résidence des tsars, où Zantafio prépare son coup. Spirou et Fantasio récupèrent de fausses tenues du KGB que Zantafio a fait distribuer pour l'opération pour pouvoir rentrer dans le quartier général du KGB.
Pour s'emparer du corps de Lénine, les deux héros passent par le sous-sol alors que sur la Place Rouge, le KGB, averti du complot par Spirou, surveille les lieux. La momie tombée dans les souterrains, le colonel craint d'être envoyé au goulag de Klebskisgrad mais exulte lorsqu'il voit la forte rançon réclamée par Tanaziof, comprenant que celui-ci ne connaît pas le secret de ce mausolée. La momie basculée au sous-sol, Spirou et Fantasio tentent de faire échouer l'opération mais ils sont capturés par Zantafio. Ils sont ligotés et doivent mourir avec l'explosion d'une bombe d'autant que Spip, dont la bouche est scotchée, ne peut défaire leurs liens. Par chance, le colonel Lafidmèrev arrive à temps pour la désamorcer.
Les deux héros et le KGB se divisent pour trouver Tanaziof dans les multiples chemins du sous-sol. Spirou et Fantasio parviennent au théâtre Bolchoï, où Zantafio a dissimulé la momie dans le décor d'un ballet. Pendant la représentation, s'habillant avec des costumes de comédiens, Spirou et Fantasio parviennent à récupérer la momie de Lénine. Comprenant trop tard la supercherie, Zantafio envoie ses sbires les poursuivre, en taxis interposés. Mais une balle sectionne le câble de frein du taxi dans lequel les deux héros sont et la voiture fonce vers un char. Le chauffeur et les deux journalistes sautent du véhicule mais ont oublié... la momie, écrasée par le char.
Malgré l'arrestation des hommes de Zantafio, Spirou et Fantasio croient alors avoir perdu la partie. Mais le colonel les rassure : la momie détruite n'était que l'une des multiples sosies de Lénine. Secret d'état, la vraie momie de Lénine, fragile au point d'être vulnérable à la lumière, n'est plus exposée au public mais reste protégée dans une chambre secrète au sous-sol du mausolée. La journaliste française encore détenue par le KGB est libérée et s'envole pour la France avec Spirou et Fantasio. Zantafio, déguisé en porteur de bagages de l'aéroport, tente d'embarquer lui aussi, mais il échoue et reste bloqué à Moscou. L'une des dernières cases montre également qu'il a mis la menace précédemment proférée envers Nikita à exécution : l'assassin est en effet visible (en regardant attentivement), pris dans la glace de la rivière Moskova.

## Historique
De nombreux lieux emblématiques de Moscou sont présents dans l'album comme la Place Rouge, le Kremlin, le Mausolée de Lénine, le théâtre Bolchoï ou encore la piscine Moskva qui n'existe plus.

## Publication

### Revues
- Publié pour la première fois dans le journal de Spirou du no 2736 au no 2747.